# InterNIC
InterNIC (Internet Network Information Center) é um organização do Departamento de Comércio dos Estados Unidos, responsável pelo registro de domínios utilizados na Internet.

## Histórico
Internic foi constituído no ano de 1993 como um consórcio que abrangia a NSF (National Science Foundation) norte americano, a AT&T, a General Atomics e também a Network Solutions. (Herdon, Va.). Este último parceiro gerencia o InterNIC Registration Services, que atribui nomes e endereços da Internet. Vale ressaltar que sendo os Estados Unidos o país criador da rede (internet) os domínios que são registrados lá não possuem extensão designando o país. Então, www.microsoft.com.br é o site da Microsoft no Brasil, www.microsoft.com.ar é o site da Microsoft na Argentina, mas o da Microsoft nos Estados Unidos é www.microsoft.com

## O significado de DNS.
DNS significa Domain Name System, esse sistema ajuda os usuários achar o caminho deles pela internet, cada computador na internet tem um endereço único de DNS, exatamente como um número de telefone. Uma espécie de registro, uma identidade do computador.

## Registro de um domínio.
Os domínios que possuem nomes com terminação.com;.Aeronáuticos; .Biz;  .Com.br;  .Coop; .Info; .Museu; .Nome; .Net; .Org; ou também .Pró são registrados por meio de diversas empresas “registradoras” que competem um ao outro. A secretaria irá se responsabilizar pelo seu “registro”, este registro fornece a outros computadores da Internet informações para lhe enviar e-mail ou também para encontrar seu endereço eletrônico. Você será obrigado (a) a entrar num contrato com o secretário, que determina as condições sob as quais o seu registro seja aceito e mantido.

## Informações de contato disponíveis ao público.
Informações de contato é do conhecimento público com intenção de permitir uma rápida resolução dos problemas técnicos e também permitir a execução de proteção dos consumidores, as marcas comerciais e outras leis. Mas é possível registrar um domínio através de um nome de  terceiro, desde que eles aceitem a responsabilidade.

## Tempo de registro.
Cada registro possui a flexibilidade de oferta inicial e de renovação matrículas em incrementos no tempo de um ano, com um total de matrícula período limite de até dez anos.

## Custo de Registro.
Cada registro define o custo que irá cobrar para o registro de nomes, e os valores variam significativamente entre os diferentes registradores. Alguns registradores oferecem descontos ou registro de graça, serviços em conexão com outras ofertas.